# Marc Houver
Marc Houver (Sarreguemines, 16 mei) is een Frans politicus en stripscenarist. 

## Carrière
Houver studeerde politieke studies aan de Universiteit van Straatsburg. 
Houver bekleedde in de jaren tachtig en negentig van de 20e eeuw, zoals directeur-generaal van diensten in Yutz in 1989, gevolgd door de functie van stafchef van burgemeester Patrick Weiten.
In 2002 werd hij secretaris-generaal van de Economische en Sociale Raad en vervolgens werd hij directeur van president Roger Cayzelle. Hij was voorzitter van het Institut universitaire de technologie Thionville-Yutz van 2004 tot 2010. Houver werd adjunct-directeur-generaal van de regionale raad van Lotharingen, waar hij vervolgens opklom tot de functie van directeur-generaal van diensten in 2012.
Van 1989 tot 1995 bekleedde Houver de functie van plaatsvervangend burgemeester in Thionville en van 2008 tot 2011 dezelfde functie in Yutz.
In 2013 werd Houver benoemd tot ridder in de Nationale Orde van Verdienste.
In 2017 verzorgde Houver samen met Jean-François Patricola de teksten voor het album Les Batailles de Moselle in de educatieve stripreeks De reportages van Lefranc. Dit album werd niet naar het Nederlands vertaald. In 2019 schreef Houver samen met Patricola de teksten voor het album Le château de Malbrouck  in de educatieve stripreeks De reizen van Tristan. Ook dit album werd niet naar het Nederlands vertaald.